# Thestor brachycerus
The Knysna Skolly (Thestor brachycerus) là một loài bướm ngày thuộc họ Bướm xanh. Đây là loài đặc hữu của Nam Phi.
Sải cánh dài 27–36 mm đối với con đực và 29–39 mm đối với con cái. Con trưởng thành bay từ tháng 12 đến tháng 1. Có một lức một năm.
Larvae have been được tìm thấy ở the nests of the Pugnacious Ant Anoplepsis custodiens, but the larval food is unknown.

## Phụ loài
- Thestor brachycerus brachycerus (West Cape, confined to the heads at Knysna)
- Thestor brachycerus dukei van Son, 1951 (in Karoo và Fynbos along Langeberg from Die Koo to Montagu, then along Swartberg và Elandsberg to the Outeniqua Mountains và along miền nam West Cape coast from Kogelberg to Stanford)